# 癸酸雌二醇
癸酸雌二醇（英语：Estradiol decanoate，简称E2D）或叫雌二醇癸酸酯或17β-癸酸雌二醇，是一种合成的甾体雌激素和雌激素酯，在1970年代后期被研究用于切除卵巢的女性的激素替代疗法，但从未上市销售。
已经在切除卵巢的妇女中研究了以0.25至0.5毫克/天的剂量口服油中的癸酸雌二醇，持续14天，发现产生的雌酮和雌二醇水平约为1:2 (0.5)至1:1.7 (0.6)。这与口服微粉化雌二醇相反，后者的雌酮与雌二醇之比约为5:1（与口服油中的癸酸雌二醇相比，比例相差8至10倍）。女性雌酮与雌二醇的正常比例在绝经前女性中约为1:2 (0.5)，在绝经后女性中约为2:1。因此，与口服微粉化雌二醇相比，口服油中的雌二醇癸酸酯可以提供更生理和更有利的雌酮和雌二醇水平。
口服癸酸雌二醇油中雌酮与雌二醇比率的优化可能与通过肠道淋巴系统的吸收有关，这使其可绕过肝脏中的首过代谢。这取决于癸酸雌二醇的脂肪酸癸酸酯，因此，不溶于油的口服癸酸雌二醇对啮齿动物的影响较小或没有。通过淋巴系统吸收油中的口服雌二醇癸酸酯类似于油中的口服十一酸睾酮的情况。